# Гранч-Петровце
Гранч-Петровце (словац. Granč-Petrovce) — село и одноимённая община в районе Левоча Прешовского края Словакии. В письменных источниках начинает упоминаться с 1292 года.

## География
Село расположено в юго-западной части края, к северу от реки Горнад, при автодороге 3261. Абсолютная высота — 447 метров над уровнем моря. Площадь муниципалитета составляет 3,16 км².

## Население
| Год:                | 1994 | 2004    | 2014    | 2024    |
| ------------------- | ---- | ------- | ------- | ------- |
| Количество человек: | 589  | 597     | 608     | 663     |
| Разница:            |      | +1,35 % | +1,84 % | +9,04 % |

По данным последней официальной переписи 2021 года, численность населения Гранч-Петровце составляла 633 человека.
Динамика численности населения общины по годам:
Национальный состав населения (по данным переписи населения 2011 года):
| Национальность | Численность, человек |
| -------------- | -------------------- |
| словаки        | 592                  |
| чехи           | 1                    |
| другие         | 2                    |
| не указана     | 6                    |

По данным переписи 2021 года, в конфессиональном составе населения преобладали католики (94,5 %).